# 神戸市立神戸工科高等学校
神戸市立神戸工科高等学校（こうべしりつこうべこうかこうとうがっこう）は、兵庫県神戸市中央区に在る男女共学の４年制の定時制工業高等学校である。

## 設置学科
- 工業技術科
- 2年次より「機械コース」、「電気コース」、「ロボティクスコース」に分かれ、各コースごとに指定の専門科目を学習する。

## 沿革
神戸市立神戸工業高等学校（全日制）、神戸市立御影工業高等学校（全日制、定時制）、神戸市立長田工業高等学校（定時制、別科）の再編統合により、2004年に設立された。ホームルーム棟と機械工場以外の校舎は全日制の神戸市立科学技術高等学校との兼用である。

## 交通機関
最寄り駅は
- JR神戸線（東海道本線）「灘駅」徒歩3分
- 阪神本線「岩屋駅」徒歩5分
- 阪急神戸本線「王子公園駅」又は「春日野道駅」徒歩10分。

山陽新幹線からは新神戸駅で下車した後、地下鉄新神戸駅→三宮駅、JR神戸線三ノ宮駅→灘駅。